# Джамоат Худойназара Холматова
Джамоат Худойназа́ра Холма́това (тадж. Ҷамоати Худойназар Холматов) — джамоат у складі Шахрітуського району Хатлонської області Таджикистану.
Адміністративний центр — село Кахрамон.
Населення — 31654 особи (2015; 23094 в 2002).
До складу джамоату входять 16 сіл:
| Населений пункт     | Стара назва     | Населення, осіб (2017) |
| ------------------- | --------------- | ---------------------- |
| Бахтійора Карабоєва | -               | 584                    |
| Гулістон            | -               | 506                    |
| Дусті               | уч.Кизилабад    | 1451                   |
| Істіклол            | уч.Бешкапа      | 1237                   |
| Йокуба Карімова     | клх.ім.К.Маркса | 4039                   |
| Кахрамон            | -               | 2057                   |
| Кумшох              | клх.ім.Леніна   | 2903                   |
| Мехргон             | -               | 1290                   |
| Орійон              | -               | 1359                   |
| Рудакі              | -               | 259                    |
| Саховат             | -               | 1260                   |
| Сомонійон           | -               | 4465                   |
| Сугдійон            | Ленінабад       | 1620                   |
| Хокак               | уч.Партз'їзд    | 3684                   |
| Чинор               | Чинар           | 1536                   |
| Чоршанбе            | Чаршамбе        | 5990                   |